# Batalla de restaurantes
Batalla de restaurantes es un programa de televisión español de telerrealidad culinaria presentado por el chef Alberto Chicote, emitido a las 22h45 en La Sexta con una duración próxima de 60 minutos por programa; emitiéndose originalmente los jueves y actualmente, los martes. Este espacio es una adaptación del programa homónimo alemán, My Restaurant Rocks. En TV3 3CAT existe la versión Joc de cartes con éxito durante 7 temporadas y en Comunidad Valenciana como Cartes en joc.En Telemadrid, el mismo formato con el nombre La cuenta por favor fue presentado por el chef Miguel Cobo. 
El programa fue renovado por una segunda temporada en septiembre de 2024 que se estrenará el 14 de enero de 2025 y una tercera temporada el 17 de marzo de 2025 que se estrenará en 2026.

## Formato
En cada entrega, cuatro restaurantes intentan demostrar que son los mejores de su ciudad cocinando con un ingrediente seleccionado. Para ello, elaborarán un menú que probará el resto de participantes, los cuales serán los encargados de evaluar el trabajo dando una puntuación a diversas categorías: espacio, cocina, comida, servicio y precio. Además, los concursantes tendrán que llevar a cabo el plato típico de su región y este será juzgado en una categoría diferenciada. Incluso, el presentador jugará un papel fundamental, puesto que él también pondrá notas al trabajo de los participantes. El ganador se llevará un premio metálico valorado en 10.000€.

### Presentador
| Presentador     | Información |      |      |
| Presentador     | Información | 2024 | 2025 |
| --------------- | ----------- | ---- | ---- |
| Alberto Chicote | Cocinero    |      |      |

## Audiencias
| Temporada | Temporada | Episodios | Estreno              | Final               | Audiencia media | Audiencia media | Audiencia media |
| Temporada | Temporada | Episodios | Estreno              | Final               | Espectadores    | Cuota           |                 |
| --------- | --------- | --------- | -------------------- | ------------------- | --------------- | --------------- | --------------- |
|           | 1         | 8         | 1 de febrero de 2024 | 28 de marzo de 2024 | 544 000         | 5,2%            |                 |
|           | 2         | 10        | 14 de enero de 2025  | 18 de marzo de 2025 | 526 000         | 5,8%            |                 |

### Temporada 1 (2024)
| Episodio | Localización | Plato            | Restaurantes                                                | Fecha de emisión | Audiencia      |
| -------- | ------------ | ---------------- | ----------------------------------------------------------- | ---------------- | -------------- |
| 1x01     | Cádiz        | Atún rojo        | Ciclo Villanos Bistró Canalla Burlesque Puerto mío          | 01/02/2024       | 756 000 (6,9%) |
| 1x02     | Vigo         | Marisco          | Alberte La Central Castro Malasangre Casa Luisa             | 08/02/2024       | 682 000 (6,5%) |
| 1x03     | Menorca      | Caldereta        | La Viajera El Muelle Asador Sa Fonda Miramar                | 15/02/2024       | 569 000 (5,3%) |
| 1x04     | Zaragoza     | Migas            | La Ternasca Asador Los Gigantes Pepito Ternera Valdeconsejo | 29/02/2024       | 459 000 (4,1%) |
| 1x05     | Gijón        | Fabada Asturiana | La Montera Picona Casa Carmen Gastrochigre La Tonada        | 07/03/2024       | 443 000 (4,3%) |
| 1x06     | Cartagena    | Caldero          | La Solana Maloca Freiduría Mar Menor Al Lío                 | 14/03/2024       | 449 000 (4,6%) |
| 1x07     | Toledo       | Carne de caza    | Olrey Novus Orza El Albero Tarambana                        | 21/03/2024       | 447 000 (4,6%) |
| 1x08     | Madrid       | Cocido Madrileño | Albor Pancipelao La Tasca Suprema Descaro                   | 28/03/2024       | 545 000 (5,2%) |

### Temporada 2 (2025)
| Episodio | Localización | Plato                | Restaurantes                                               | Fecha de emisión | Audiencia      |
| -------- | ------------ | -------------------- | ---------------------------------------------------------- | ---------------- | -------------- |
| 2x01     | Córdoba      | Rabo de toro         | Fusión Lío Córdoba Tu Pescaíto Patio Romano Misa de 12     | 14/01/2025       | 592 000 (5,6%) |
| 2x02     | La Coruña    | Pulpo a Feira        | Orballo Casa Marabina Pablo Gallego La Arrocería           | 21/01/2025       | 525 000 (5,5%) |
| 2x03     | Logroño      | Patatas a la riojana | Ebisu Tradicional Atiborre La Despensa del Marqués Txebiko | 28/01/2025       | 586 000 (5,9%) |
| 2x04     | Bilbao       | Bacalao al pil pil   | Serendipia Laga Gu2 Doyuno                                 | 04/02/2025       | 499 000 (6,1%) |
| 2x05     | Málaga       | Fritura              | Freiduría-Marisquería Moya Taró La sal y el son Sacaba mar | 11/02/2025       | 535 000 (6,1%) |
| 2x06     | Badajoz      | Cerdo ibérico        | Koru Bohemia Mellow grill Tierra nuestra                   | 18/02/2025       | 465 000 (5,3%) |
| 2x07     | Guadalajara  | Cordero asado        | La Vera La posada de Consuelito Avadar La curva            | 25/02/2025       | 590 000 (6,4%) |
| 2x08     | Barcelona    | Escudella            | Brau Can Mauri Pepito Casa Leopoldo                        | 04/03/2025       | 473 000 (5,4%) |
| 2x09     | Albacete     | Gazpacho manchego    | Suculento Frida Dallas Tapería Los Zagales                 | 11/03/2025       | 493 000 (5,5%) |
| 2x10     | Valladolid   | Sopa castellana      | Marieta Que hiervas Brasería Los Charros Hasta la peineta  | 18/03/2025       | 537 000 (5,9%) |

## Versiones internacionales
El formato de televisión se creó en Alemania y se exportó en unos países europeos principalmente.

### Ediciones extranjeras
| País                        | Nombre del programa                | Presentador(es)     | Canal        | Fecha de primer episodio | Fecha de último episodio |
| --------------------------- | ---------------------------------- | ------------------- | ------------ | ------------------------ | ------------------------ |
| Alemania (formato original) | Mein Lokal, Dein Lokal             | Mike Süsser         | Kabel eins   | 19 de agosto de 2013     | Actualmente en emisión   |
| Francia                     | L'addition s'il vous plaît         | Jean-Pierre Michaël | TF1          | 7 de abril de 2014       | 5 de mayo de 2017        |
| Italia                      | Alessandro Borghese - 4 ristoranti | Alessandro Borghese | Sky Uno, TV8 | 4 de marzo de 2015       | Actualmente en emisión   |